# Christopher Street Day Berlin
Christopher Street Day Berlin (zkr. CSD Berlin) je průvod hrdosti a festival, který se každoročně koná v druhé polovině července v německém hlavním městě Berlíně na oslavu leseb, gayů, bisexuálních, transgender a queer lidí (LGBTQ+ ) osob a jejich spojenců. Akce se koná od roku 1979. Jedná se o jednu z největších organizovaných akcí gayů a leseb v Německu a jednu z největších v Evropě. Jejím cílem je demonstrovat za rovná práva a rovné zacházení s LGBT+ lidmi a také oslavovat hrdost na kulturu gayů a leseb.

## Historie
CSD se koná na památku Stonewallských nepokojů, prvního velkého povstání LGBT+ lidí proti policejním útokům 27. června 1969. Tyto události se konaly na Christopher Street ve čtvrti Greenwich Village v New Yorku.

První CSD se v Berlíně konalo 30. června 1979 a od té doby probíhá každoročně. V roce 2012 se průvodu CSD zúčastnilo přibližně 700 000 lidí a v místě zakončujícím průvod u Braniborské brány bylo přítomno 500 000 lidí, což z něj učinilo jednu z největších akcí v Berlíně a také jednu z největších událostí LGBT+ hrdosti na světě.

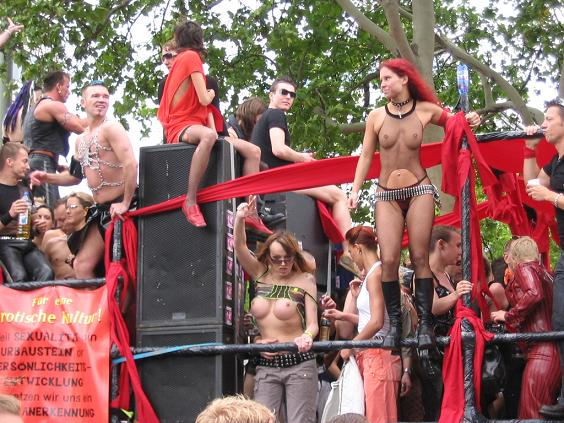
CSD Berlin 2004
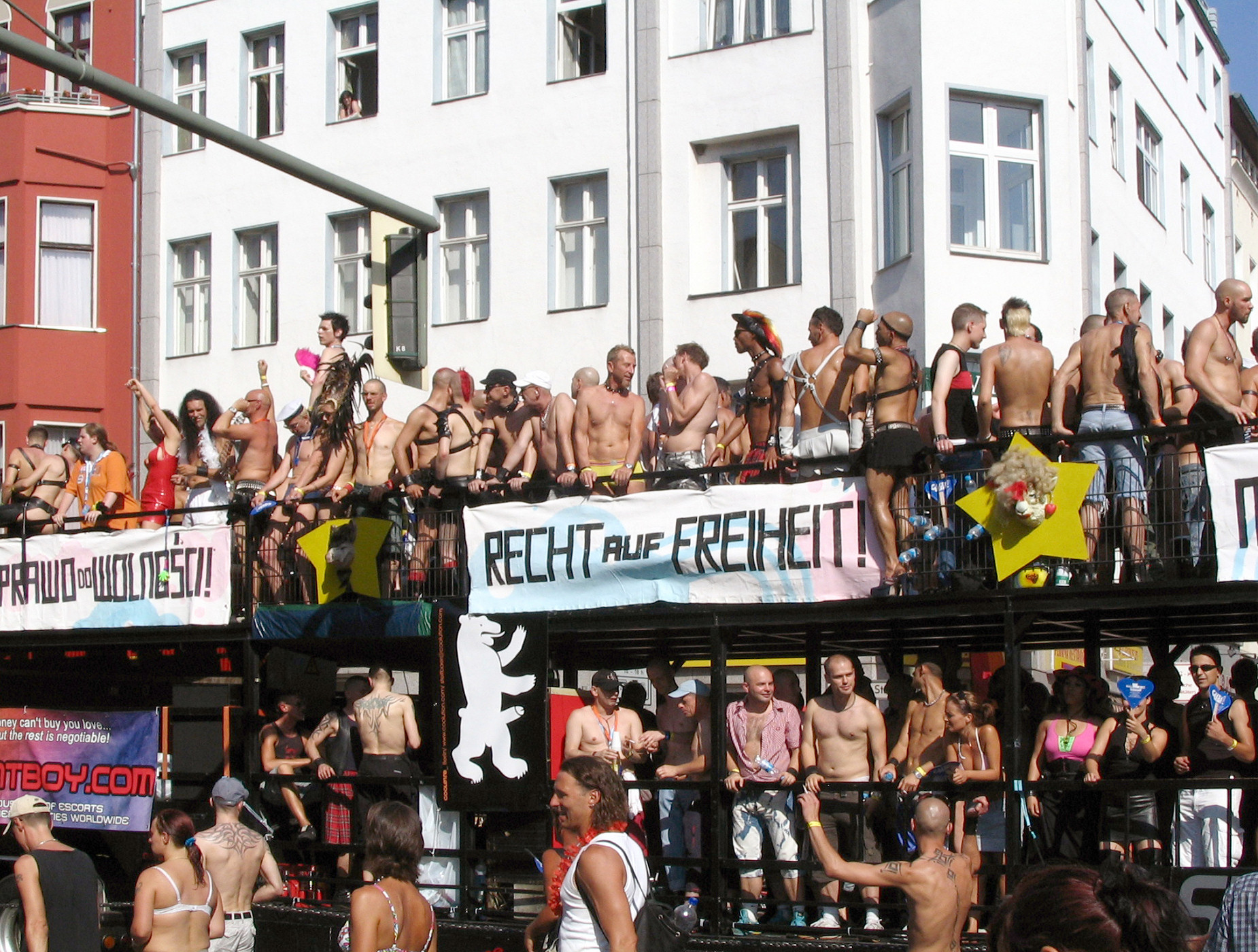
CSD Berlin 2006
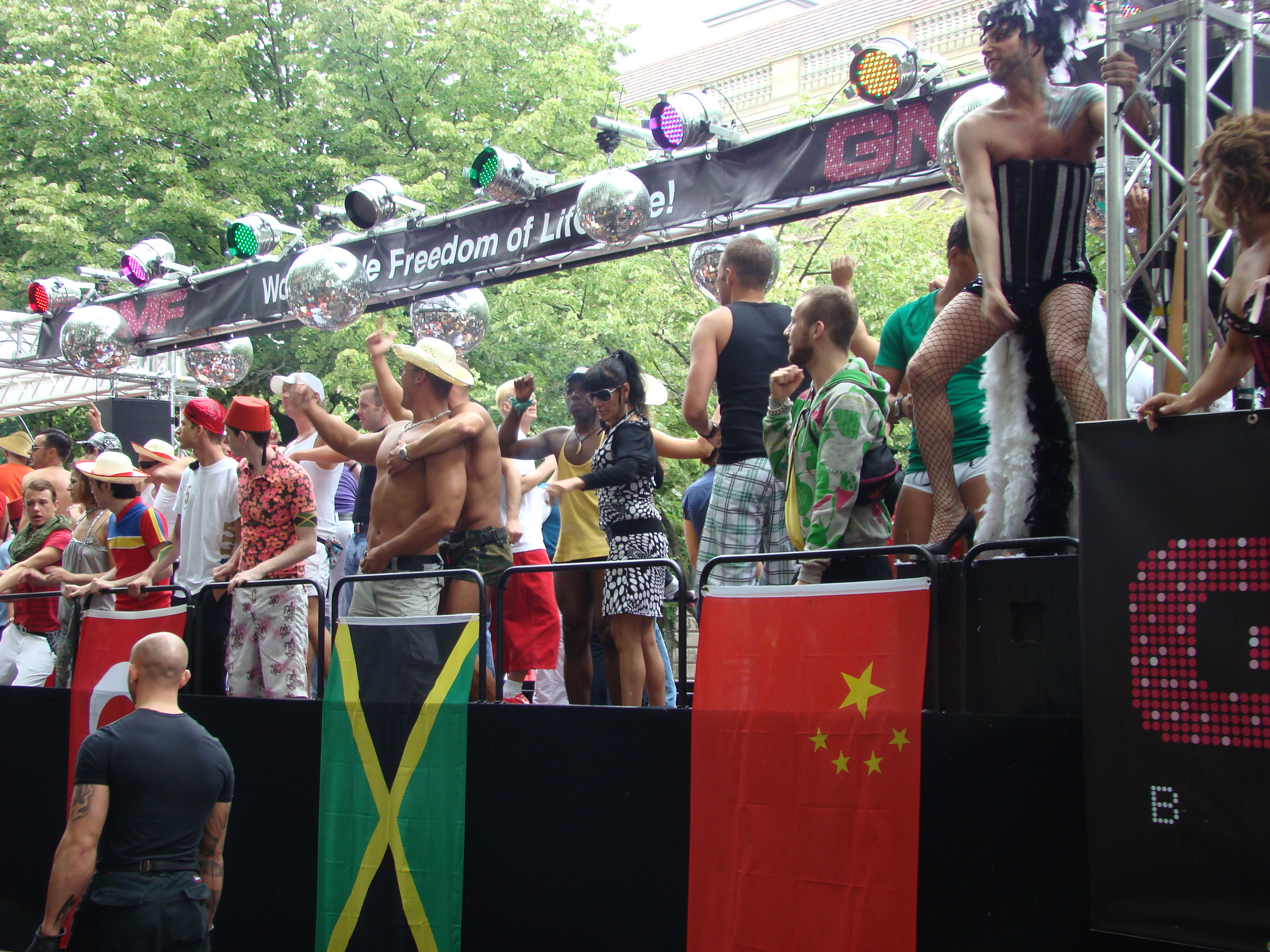
CSD Berlin 2008
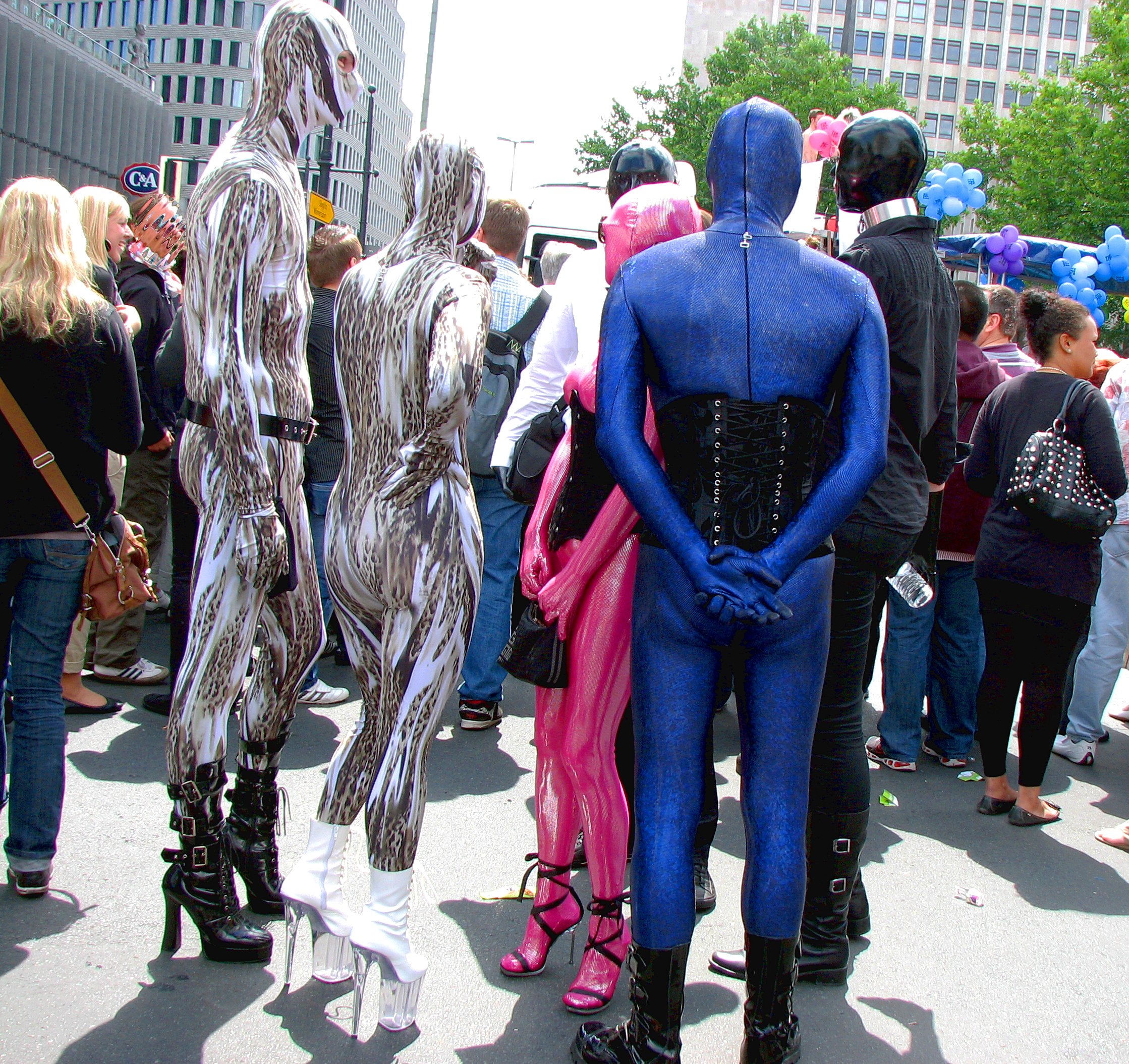
CSD Berlin 2011

### Motta a účast na CSD Berlín
V prvních letech byl berlínský CSD relativně malou akcí. Z 400 účastníků v roce 1979 se počet pomalu zvýšil na 5 000 lidí v roce 1989. Teprve od poloviny 90. let si pořadatelstvo akce stanovuje každoroční motto.
Počet účastníků a motta od roku 1990:
| Rok  | Účast           | Alegorické vozy | Motto (německy)                                                   |
| ---- | --------------- | --------------- | ----------------------------------------------------------------- |
| 1990 | 15 000          | ?               |                                                                   |
| 1991 | 10 000          | ?               |                                                                   |
| 1992 | 25 000          | ?               |                                                                   |
| 1993 | 30 000          | ?               | Vielfalt und Schwesterlichkeit, Solidarität über alle Grenzen     |
| 1994 | 35 000          | ?               | We are family!                                                    |
| 1995 | 40 000          | ?               |                                                                   |
| 1996 | 50 000          | 60              | (bez speciálního motta, jen „CSD '96“)                            |
| 1997 | 120 000         | ?               | Andersrum muss gerechnet werden                                   |
| 1998 | 300 000         | ?               | Für eine andere Politik – wir fordern gleiche Rechte              |
| 1999 | 350 000         | 78              | Dreißig Jahre Stonewall                                           |
| 2000 | 500 000         | 81              | Unsere Vielfalt zieht an                                          |
| 2001 | 500 000         | 89              | Berlin stellt sich qu(e)er gegen rechts                           |
| 2002 | 550 000         | 89              | Wir machen Berlin anders! Weltoffen, tolerant queer!              |
| 2003 | 600 000         | 59              | Akzeptanz statt Toleranz                                          |
| 2004 | 450 000         | 71              | Homokulturell – Multisexuell – Heterogen!                         |
| 2005 | 400 000         | 58              | Unser Europa gestalten wir!                                       |
| 2006 | 450 000         | 52              | Verschiedenheit und Recht und Freiheit                            |
| 2007 | 450 000         | 66              | Vielfalt sucht Arbeit                                             |
| 2008 | 500 000         | 48              | Hass du was dagegen?                                              |
| 2009 | 550 000         | 51              | Stück für Stück ins Homo-Glück – Alle Rechte für alle!            |
| 2010 | 600 000         | 52              | Normal ist anders!                                                |
| 2011 | 700 000         | 52              | Fairplay für Vielfalt!                                            |
| 2012 | 700 000         | 46              | Wissen schafft Akzeptanz                                          |
| 2013 | 750 000         | 50              | Schluss mit Sonntagsreden! Demonstrieren! Wählen! Verändern!      |
| 2014 | 500 000         | 29              | LGBTI-Rechte sind Menschenrechte                                  |
| 2015 | 750 000         | 55              | Wir sind alle anders. Wir sind alle gleich.                       |
| 2016 | 500 000         | 51              | Anders. Leben!                                                    |
| 2017 | 400 000         | 58              | Mehr von uns – jede Stimme gegen Rechts                           |
| 2018 | stovky tisíc    | 59              | Mein Körper, meine Identität, mein Leben!                         |
| 2019 | 1 000           | 83              | Stonewall 50 – Every riot starts with your voice                  |
| 2021 | 65 000          | N/A             | Save our Community – save our pride                               |
| 2022 | 350 000–600 000 | 96              | United in Love! Gegen Hass, Krieg und Diskriminierung             |
| 2023 | 500 000         | 75              | Be their voice - and ours! ... für mehr Empathie und Solidarität! |
| 2024 | 250 000         | 75              | Nur gemeinsam stark – für Demokratie und Vielfalt                 |

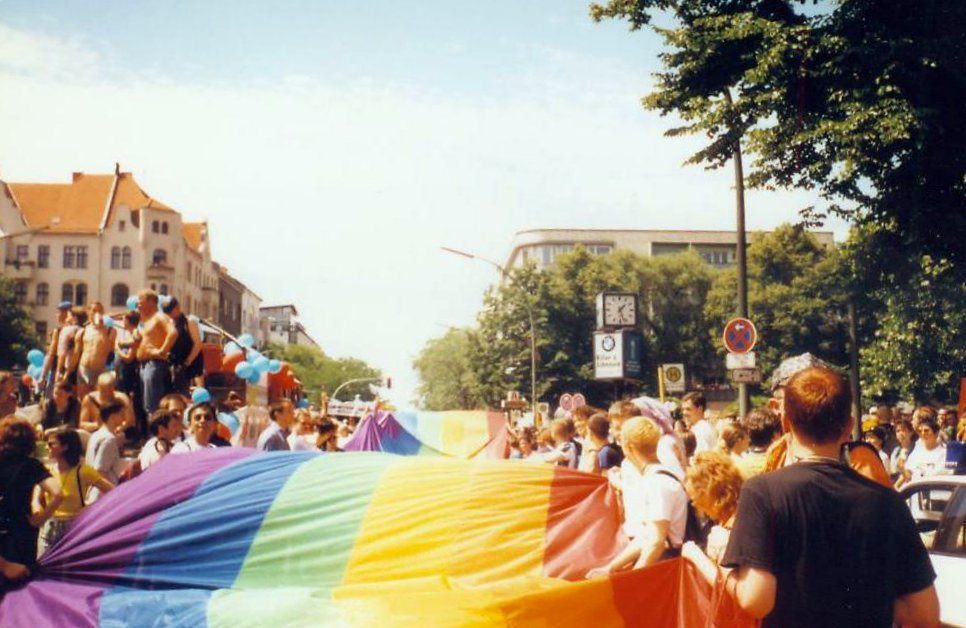
CSD Berlin 1997
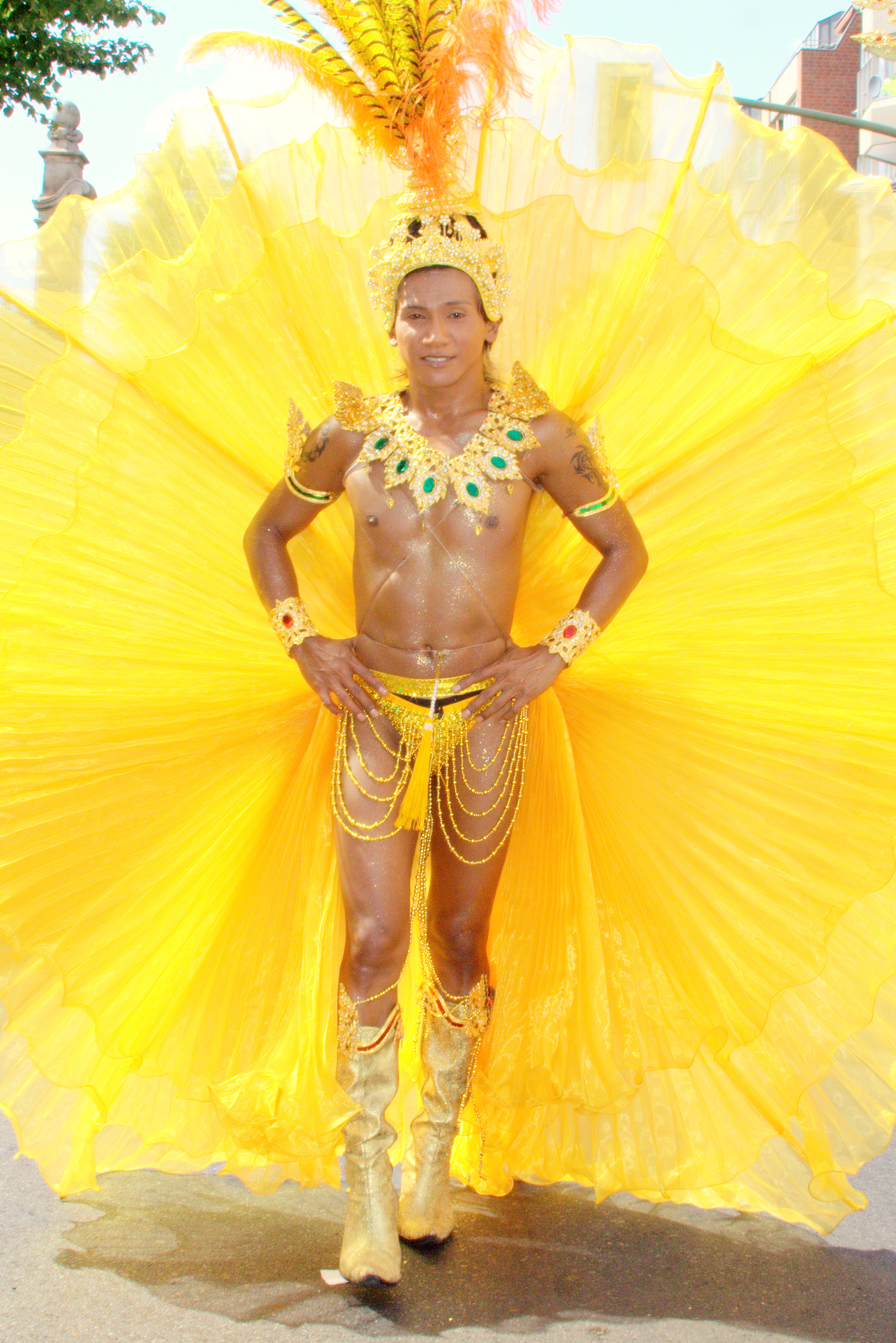
CSD Berlin 2006
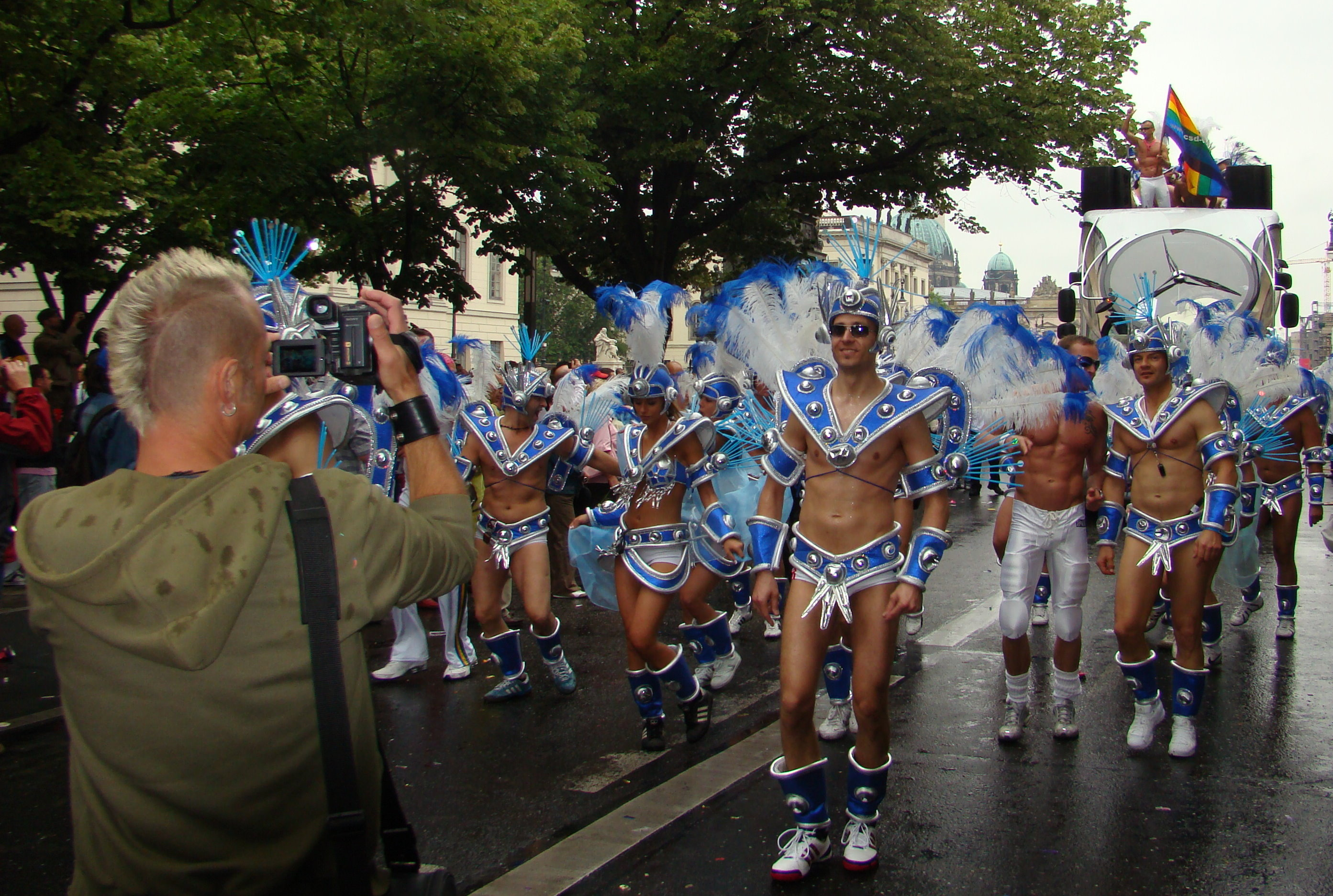
CSD Berlin 2008
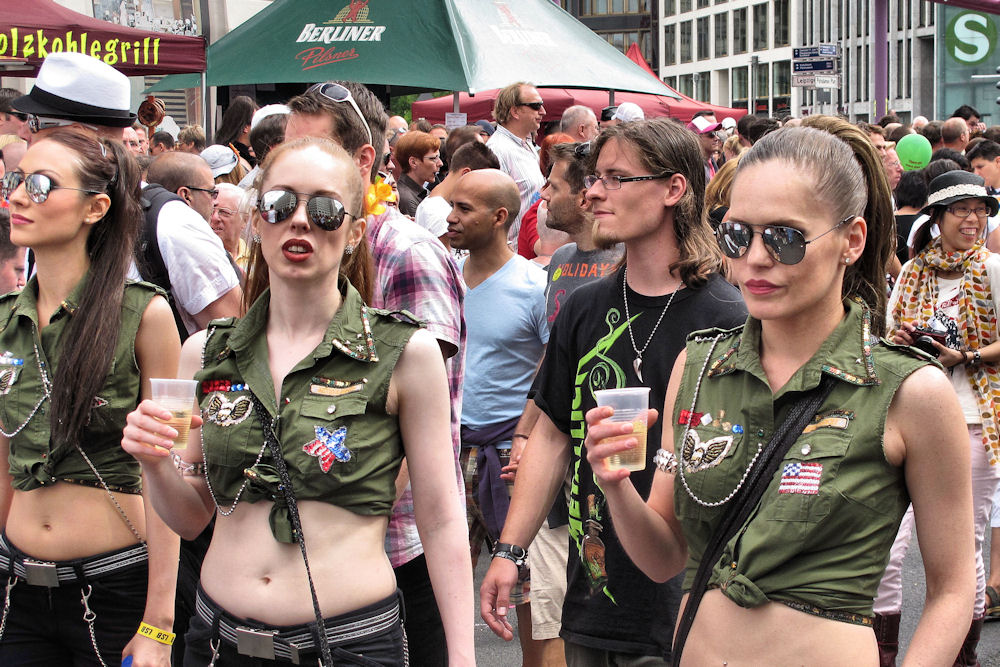
CSD Berlin 2012

## Události
CSD Berlin zahrnuje několik akcí, které se konají v rámci měsíčního festivalu festivalu hrdosti, obvykle začínajícího koncem května. Týden hrdosti je posledním týdnem festivalu a zakončuje ho průvod CSD. Od roku 2011 se koná ve spolupráci s výstavním palácem Friedrichstadt akce CSD Gala.
Ve stejném měsíci se konají jak Kreuzberg Pride, tak Gay Night at the Zoo. Mezi další gay festivaly v Berlíně patří <i>Easter Berlin</i>.

## Organizace
Všechny akce CSD pořádá Berliner CSD e.V. Organizace vznikla na konci roku 1999. Sdružení mělo ulevit třem předchozím koordinátorům: Sonntags-Club, LSVD a Mann-o-Meter, kteří organizovali CSD Berlin v letech 1994 až 1999.
Téma, motto a politické požadavky průvodu CSD se každoročně určují na takzvaných fórech hrdosti. Jde o otevřená setkání, kterých se může zúčastnit kdokoli.